# 雷仙島秧雞
雷仙島秧雞（Porzana palmeri）是一種生活在西北夏威夷群島的雷仙島上的秧雞。牠們因野兔及第二次世界大戰而失去棲息地，最終滅絕。牠們的種小名是以為羅思柴爾德（Walter Rothschild）搜集了雷仙島秧雞標本的帕爾默（Henry Palmer）而命名的。

## 描述及分佈

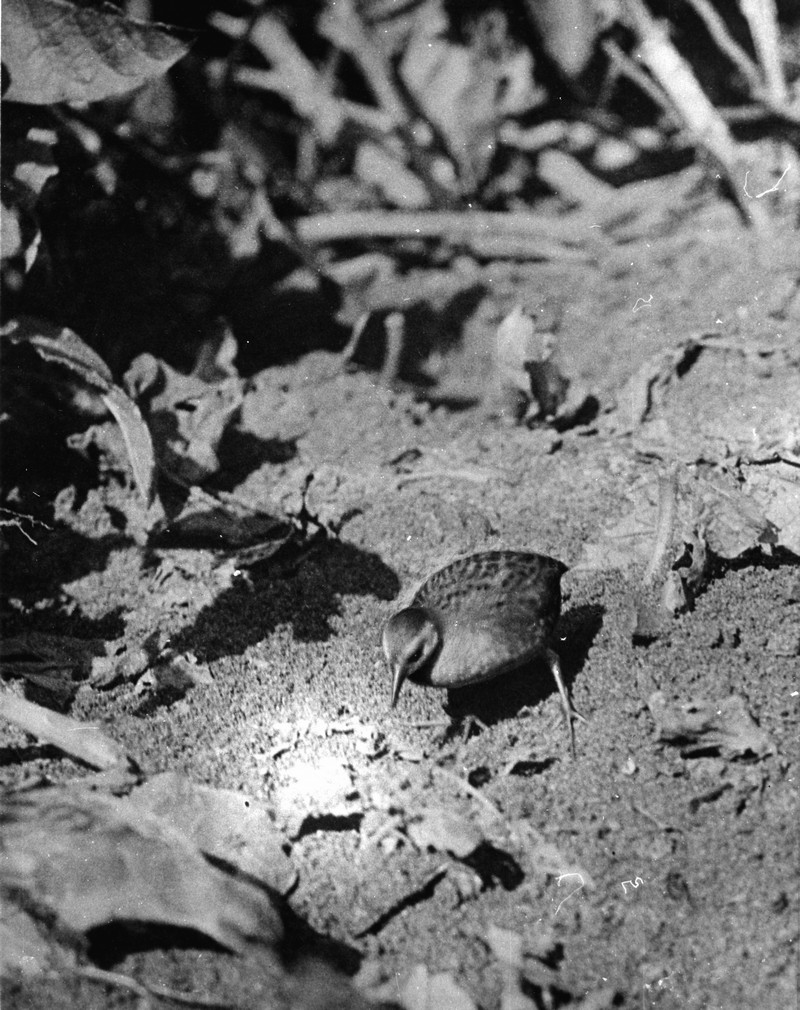
於1913年拍攝的雷仙島秧雞。

雷仙島秧雞是細小的鳥類，只長15厘米，並不懂得飛行。尾巴及雙翼只分別長2.5厘米及5.4厘米，並只有8條主羽。喙長1.8厘米，腳發展良好。牠們的身體比例像南美田雞屬。
雷仙島秧雞比牠們的近親小秧雞較為淺色。牠們的面部、頸部、胸部及眉都是呈中灰色，背部、雙翼及頭頂都呈淡褐色，除了雙翼外羽軸都很明顯。肩膀及兩側的羽毛呈沙褐色。下身及尾羽呈黑色間。腳及喙都呈橄欖綠色，瞳孔呈紅寶石色。雄鳥及雌鳥相似。雛鳥全身呈黑色，喙呈黃色，未成熟的幼鳥下身則呈淡褐色。
雷仙島秧雞是雷仙島的特有種。雖然有很多紀錄指在夏威夷群島發現不能飛的秧雞，但大多都是一些已滅絕的物種。另一個在利西安斯基島發現的紀錄則可能是一種遷徙的秧雞，或是與雷仙島秧雞平行演化的不同的物種。但是根據利西安斯基島的荒蕪，則很難作出定論。

## 生態及習性

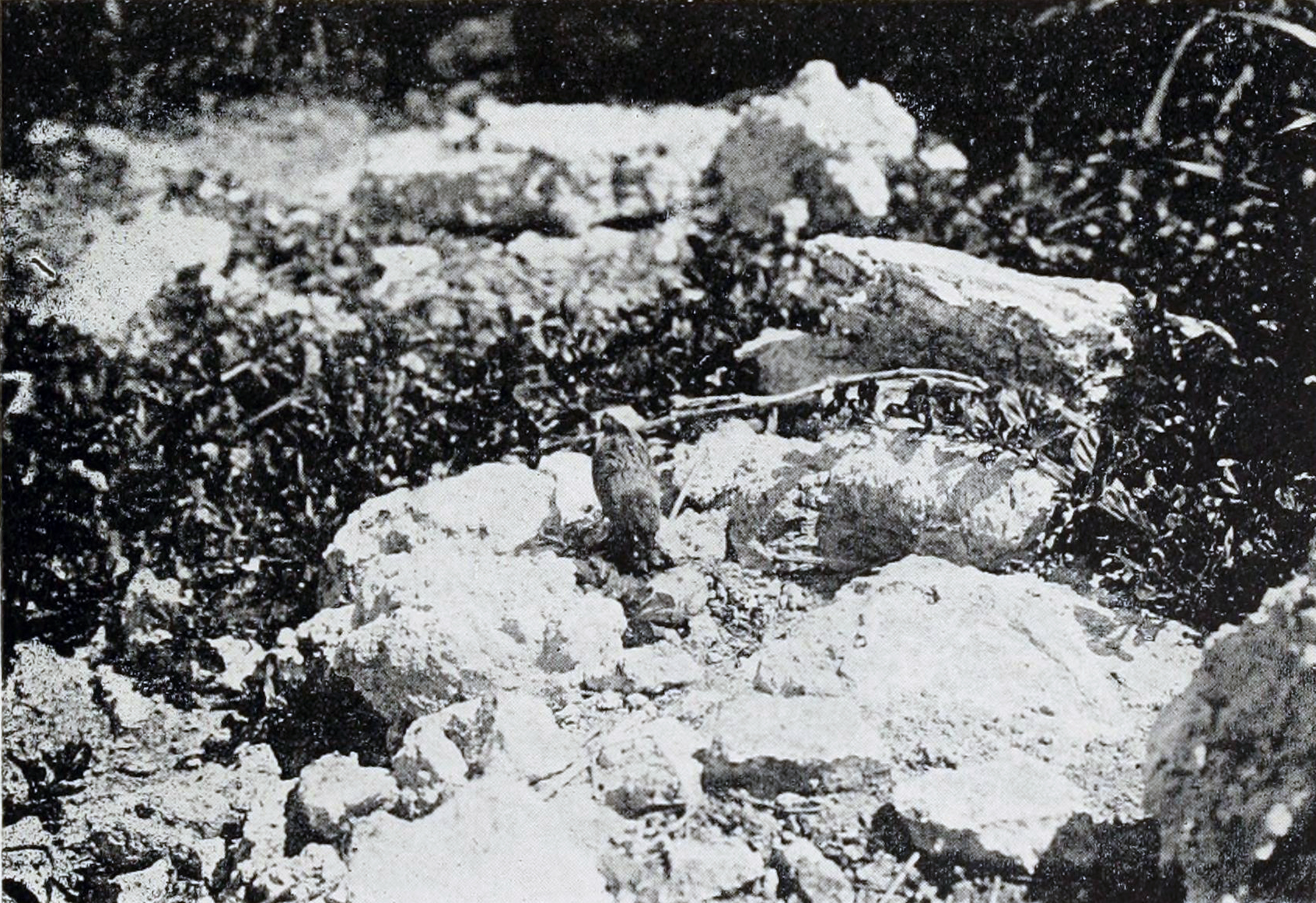
正在吃海鳥蛋的雷仙島秧雞。

雷仙島秧雞主要吃無脊椎動物，如蛾及麗蠅，並其幼蟲。牠們也會吃葉子、種子、海鳥的蛋及屍體。牠們具有攻擊性，會與其他種類打鬥，尤其是萊桑擬管舌鳥。萊桑擬管舌鳥善於打開海鳥的蛋來吃，雷仙島秧雞會待在海鳥的巢穴附近，等待萊桑擬管舌鳥打開蛋後與之爭奪。曾經發現雷仙島秧雞偷走雞的飼料。由於在雷仙島並沒有淡水水源，在下雨後牠們會喝留在地上的雨水，或是觀鳥者的飲用水。

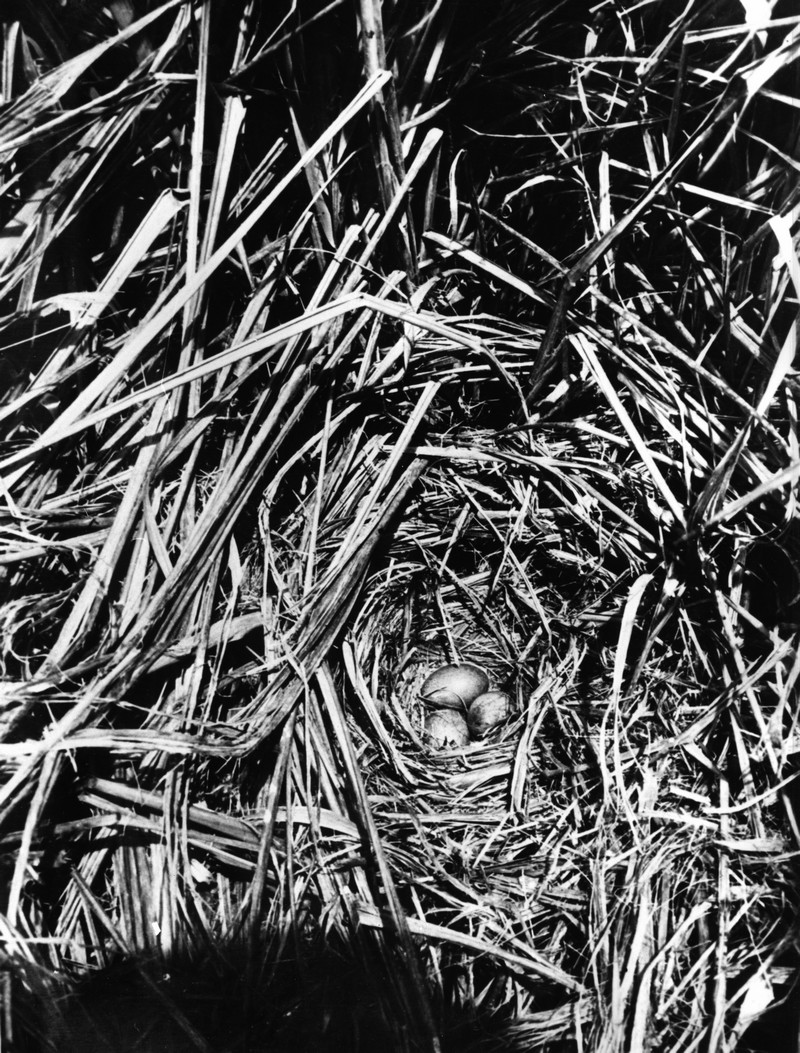
雷仙島秧雞的蛋。

雖然雷仙島秧雞並不懂得飛行，牠們奔跑或跳躍時會拍動雙翼來平衡身體。牠們可以跳高達1米左右。牠們靈活及很活躍，會躲在草叢間來逃避掠食者或日間猛烈的太陽。牠們若感到受威脅就會躲在巢穴內。在日間牠們較為活躍，在夜間亦有時會聽到牠們的叫聲。雷仙島秧雞沒有天敵，但有時會被軍艦鳥掠食。很多有關雷仙島秧雞的報告都指牠們不怕接觸人類，甚至會主動爬上觀察者的身上。為了拍攝雷仙島秧雞的蛋，一隻雷仙島秧雞曾被移離巢穴，牠立即回到巢穴內保護鳥蛋。牠們某程度上是地域性的，尤其是在繁殖季節。在雷仙島上，每一隻雷仙島秧雞就可以有10-13平方米的領地，但牠們的密度卻只有四分之一。一個2 x 4米的空間就足以飼養一對雷仙島秧雞，再加入更多的話則會引起打鬥。

### 叫聲
雷仙島秧雞很多時都會站在原地不動，並發出一至三下的柔和的叫聲。示愛或保護領地時，兩隻鳥會對望，豎起羽毛，像鬧鐘般叫著。黃昏後，所有雷仙島秧雞都會發出一陣短促的叫聲，就像波子落在玻璃上的碰撞聲。
雛鳥會經常叫，相對體型其叫聲較大。

### 繁殖

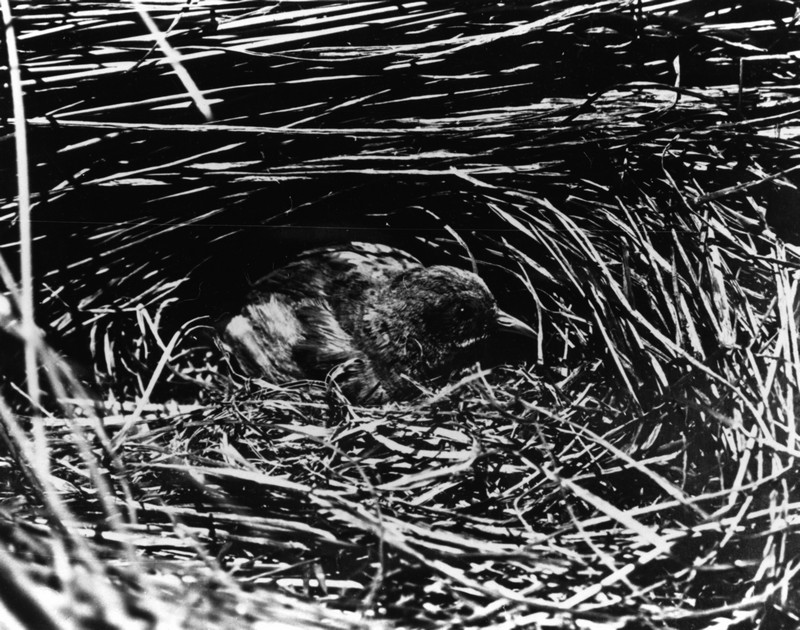
正在生蛋的雷仙島秧雞。

雷仙島秧雞會在每年四月示愛及開始築巢，約於五月至六月間會生蛋，高峰期在六月及七月間。牠們會在湖邊的草叢間築巢，築巢期間會躲在周邊休息。巢會築在地上或是草叢的底部，並會將葉子築成一條約長15厘米的隧道。牠們是以乾的植物或海鳥的羽毛來築巢。

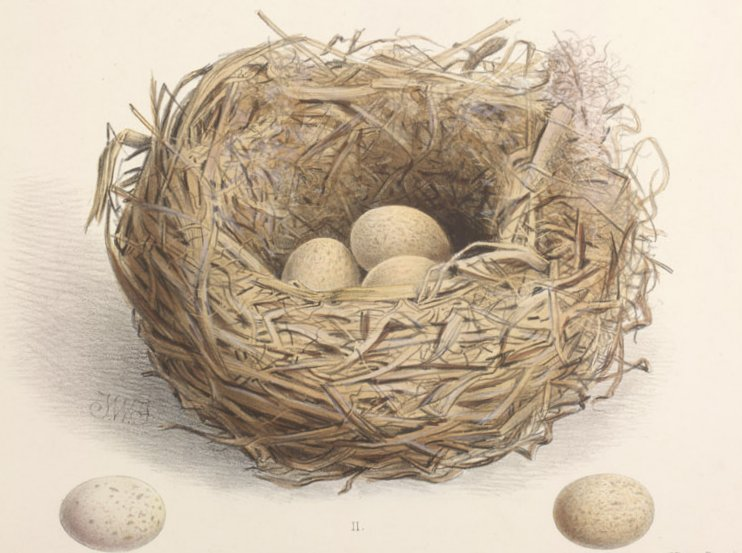
雷仙島秧雞的巢。

雷仙島秧雞每胎會生約3隻蛋。蛋呈橢圓形，約有3厘米長及2厘米闊，呈淡橄欖黃色，有紫灰色的斑點。這對雄鳥及雌鳥會成為一生或是整個交配季節的伴侶，兩者會一起將蛋孵化，但雌鳥會較雄鳥用多時間來孵化蛋。
20天後雛鳥會孵化，並會留在父母身邊1個月。出生後5天，雛鳥已可以像成鳥般奔跑。

## 滅絕
雷仙島是美國其中一個海鳥重要的居所，當中有成千的黑腳信天翁及黑背信天翁，並5種獨有的鳥類，包括雷仙島秧雞。雷仙島秧雞的滅絕卻是一種不幸。
雷仙島秧雞最初受到入侵雷仙島的兔所危害。由於沒有掠食者來控制兔的數量，牠們差不多吃下整個島上的植物。雷仙島因而成為了一個荒蕪之地，雷仙島米爾葦鶯等特有亞種相繼滅絕，只有萊桑擬管舌鳥及列山島野鴨能夠生存下來。於1900年代，當破壞剛剛開始時，雷仙島秧雞的數量約有2000隻，但於1923年時，就只剩下兩隻在島內。故此相信牠們是於1923年滅絕，主要成因是沒有足夠築巢的地方。
雷仙島秧雞於1891年被引入到中途島的東部島，並於1906年至1908年到了沙島。於1913年，曾嘗試將雷仙島秧雞引入到利西安斯基島，但卻像雷仙島般被野兔破壞棲息地而失敗；另外於1929年，雷仙島秧雞亦被帶到珍珠和合姆環狀珊瑚島，但很快就因沒有適合避風雨的地方而失敗。首次將雷仙島秧雞帶回雷仙島的嘗試亦是失敗的，當時正值剛剛完成滅絕野兔的工作，而植物仍未有回復。後來再有嘗試將雷仙島秧雞及萊桑擬管舌鳥帶回雷仙島，引入到夏威夷群島仍為實驗。本來這些方法可以保障牠們的生存。不過有認為萊桑擬管舌鳥離開了雷仙島會成為一種害蟲，故連同雷仙島秧雞的移殖亦一同被停止下來。
中途島的雷仙島秧雞一直生存至第二次世界大戰。於1943年，美國海軍的登陸艇帶來了大家鼠，雷仙島秧雞遂於1944年末滅絕。

## 延伸閱讀
- Baldwin, Paul H.  (PDF). Condor. 1947, 49 (1): 14–21  [2008-12-22]. （原始内容 (PDF)存档于2011-06-15）.

- Fuller, Errol.  2nd ed. Oxford, New York: Oxford University Press. 2000. ISBN 0-19-850837-9.

- Lamoureux, Charles H.  (PDF). Atoll Research Bulletin. 1963, 97: 1–14. （原始内容 (PDF)存档于2006-09-12）.

## 外部連結
- 雷仙島秧雞的立體圖
- 雷仙島秧雞的資料及影片